# Motley's Law
|  | Denne artikel er oprettet af botten PalnaBot ud fra en ekstern database. Den kan derfor have sproglige fejl eller mangler. Denne skabelon kan fjernes efter kontrol af indholdet. |

Motley's Law er en film instrueret af Nicole N. Horanyi.

## Handling
I slutningen af 2014 vil de sidste internationale kampstyrker trække sig ud af Afghanistan. 38-årige Kimberley Motley har forladt sin mand og tre børn hjemme i USA for at arbejde som forsvarsadvokat i Kabul. Hun er den eneste udenlandske advokat, som har licens til at procedere i de afghanske retssale, for ikke at nævne den eneste kvinde. Sammen med sin afghanske assistent Khalil, forsvarer Kimberley vestlige og afghanske klienter der er anklaget for kriminelle handlinger. Penge og prestigefyldte menneskerettighedssager har drevet hende i 5 år, men trusler og landets tilstand gør det svære og svære for Kimberley at fortsætte sit arbejde.